# Анаеробіоз
Анаеробіоз (від грец. an — негативна частка, грец. aēr — повітря і грец. bíos — життя), аноксибіоз (лат. oxygenium — кисень) — життя у відсутності вільного кисню. Для анаеробних організмів, які отримують енергію для життєдіяльності шляхом розщеплювання складних неорганічних (наприклад, нітратів і сульфатів) або органічних (наприклад, вуглеводів) речовин, аноксибіоз — звичайна умова їх існування.
Поняття «анаеробіоз» було введено в 1861 Луї Пастером, що показав, що мікроорганізми, що породжують маслянокисле бродіння, гинуть у присутності кисню.
У багатоклітинних тварин анаеробіоз — часто лише тимчасовий стан, що забезпечує виживання в періоди відсутності кисню і що супроводиться різким падінням обміну речовин і переходом в неактивний стан (див. анабіоз).
В аеробних організмів також є анаеробні етапи в процесах обміну речовин, що супроводяться виділенням енергії. У тканинах більшості багатоклітинних тварин анаеробне перетворення вуглеводів йде головним чином шляхом гліколізу.
В швидко зростаючих ембріональних клітинах і в клітинах пухлин анаеробні процеси виражені сильніше, ніж в нормальних клітках здорового організму.
Процеси анаеробного перетворення (бродіння, гниття) мають велике значення в кругообігу речовин в природі.
Перший приклад аноксібіозу був встановлений в 1861 р.  Пастером, який показав, що мікроорганізми, викликаючі маслянокисле бродіння, не лише можуть розвиватися без кисню, але і гинуть при доступі його. Можливість існування повного аноксібіозу довгий час здавалася маловірогідною. Була висунена гіпотеза так званої мікроаерофілії, згідно якої анаероби відрізняються лише тим, що можуть обмежуватися надзвичайно малими кількостями вільного кисню. Проте, ще у кінці минулого століття Ненцький, Бейєринк та ін. довели, що деякі мікроорганізми можуть розвиватися в середовищах, де ніякими щонайтоншими реактивами не вдається виявити присутність вільного кисню. 
Аноксібіоз розвинений у організмів, що живуть в природних умовах із слабо аерованою водою. Тому мешканці товщі води менш толерантні до дефіциту кисню, ніж населення бентосу, а серед останніх мешканці мулу (інфауна) витриваліші за форми, що населяють пісок, глину або камені. Зі схожих причин мешканці озер і водойм, які сильно прогріваються, стійкіші до браку кисню, ніж річкові форми. Напр., олігохети Tubifex tubirex, що живуть в мулі евтрофних водойм, личинки комарів Chaoborus і Chironomus можуть нормально існувати при незначній (десяті долі мг/л) концентрації кисню у воді. Морський планктонний рачок Euphausia mucronata, що опускається під час добових міграцій в глибинні шари, добре переносить концентрації кисню, близькі до нуля. 
Потреба різних організмів у кисні залежить від їх організації, від того комплексу ферментів, яке мають в розпорядженні їхні клітини, від умов середовища, до якого вони пристосувалися, від кількості енергії, яка розвивається клітиною або організмом. Процеси обміну в клітині, що супроводжуються виділенням вільної енергії за рахунок розпаду складних харчових речовин, протікають у двох фазах: анаеробній (аноксібіотичній) і аеробній (оксібіотичній). Перша фаза протікає без участі вільного кисню (фаза бродіння), друга фаза полягає в "спалюванні" продуктів розщеплювання, що утворилися на першій фазі, з утворенням, гол. чин., вуглекислоти і води. 
Наявність аноксібіотичного "дихання" у вищих рослин була встановлена ще в 1869 р. Лешартьє і Белламі (Lechartier, Bellami), які показали, що свіжі яблука за відсутності доступу кисню утворюють спирт і оцтову кислоту за рахунок зникаючого цукру. Відомо також, що насіння люпину в аноксібіотичних умовах може випускати паросток, але лише за наявності цукру в поживному розчині. Дві фази процесу дихання у рослин були з великою ясністю охарактеризовані Пфеффером (Pfeifer) в 1878 р. Введений ним термін "інтрамолекулярне дихання" відповідає фазі бродіння, і ця фаза розглядалася ним як попередня підготовка до другої, кисневої фази.

## Ресурси Інтернету
- Що таке анаеробіоз?  [Архівовано 3 вересня 2017 у Wayback Machine.]